# Portulaca daninii
Portulaca daninii är en portlakväxtart som beskrevs av Galasso, Banfi och Soldano. Portulaca daninii ingår i släktet portlaker, och familjen portlakväxter. Inga underarter finns listade i Catalogue of Life.